# Stylidium graminifolium
Stylidium graminifolium este o specie de plante dicotiledonate din genul Stylidium, familia Stylidiaceae, ordinul Asterales, descrisă de Olof Swartz și Carl Ludwig von Willdenow.

## Subspecii
Această specie cuprinde următoarele subspecii:
- S. g. album
- S. g. angustifolium

## Galerie de imagini

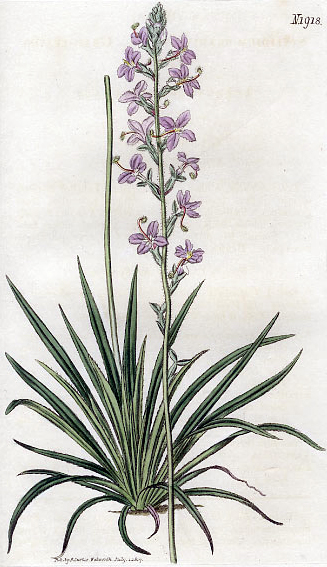
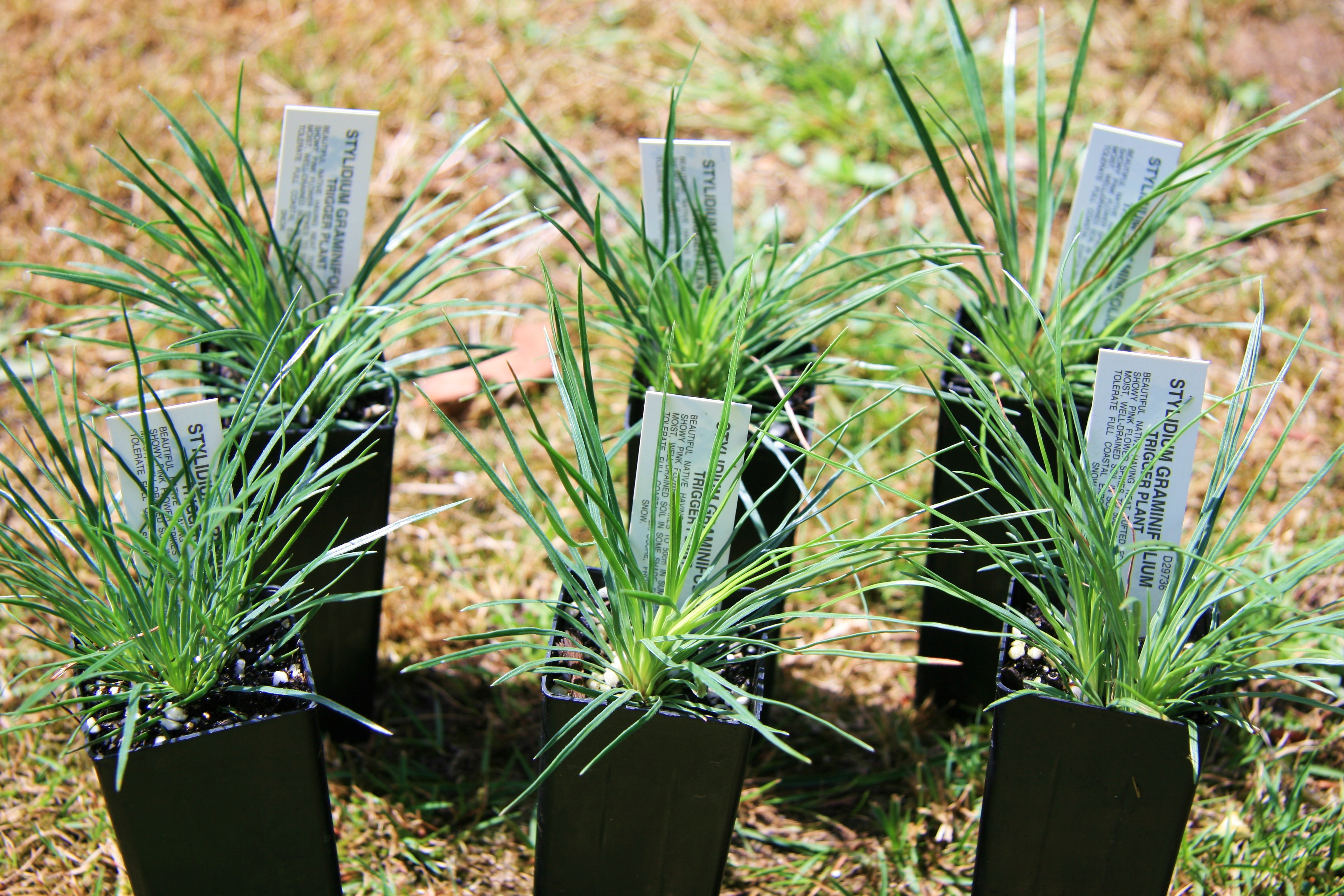